# 유만세 (후한)
광종상왕 유만세(廣宗殤王 劉萬歲, ? ~ 93년)는 후한의 황족으로, 장제의 아들이다.

## 생애
영원 5년(93년), 거록군의 일부를 떼어 신설된 광종나라의 왕에 봉해졌으나, 8개월 만에 죽어 낙양에 장사지냈다. 시호를 상(殤)이라 하였고, 봉국은 폐지되어 거록군의 일부로 환원되었다.

## 출전
- 범엽, 《후한서》 권4 효화효상제기·권55 장제팔왕열전

| 선대 (첫 봉건) | 후한의 광종왕 93년 정월 신묘일 ~ 9월 신유일 | 후대 (봉국 폐지) |